# Língua galibi
A língua galibi (também conhecido como Kalihna, Kalinya, Caribe, Galibí, Kari'ña e Cariña) é um idioma pertencente à macrofamília caribe, classificado também como idioma guianense e aparentado com o idioma pemão. Vale destacar que, em inglês, é conhecido como Carib, em francês como Galina, em espanhol como Caribe e em holandês como Karaïeb. Seu nome nativo é Karìna auran, os falantes se autodenominam Kalina ou Karìna, e esse idioma é atualmente classificado como altamente ameaçado. Essa língua é falada pelos galibis, grupo étnico indígena habitante do litoral norte da América do Sul, e tem seu número de falantes estimado em 6.430 pessoas. Essa língua é falada na Venezuela, na Guiana, no Suriname, na Guiana Francesa e no Brasil. Ela já existia anos antes da chegada dos europeus na América, mas foi só com a colonização que houve o início da documentação dessa língua, em meados do século XVII. Com a influência dos idiomas dos países colonizadores, ela foi se diferenciando e foram surgindo dialetos compostos por muitas palavras emprestadas dos idiomas nacionais. Atualmente, apesar dos avanços na sua documentação, ainda há necessidade de desenvolverem-se mais estudos. A escrita dessa língua é baseada no alfabeto latino, com adaptações pontuais. Sobre fenômenos linguísticos, é interessante mencionar o processo de empréstimos de palavras que ajudou a formar os diferentes dialetos e o fato de sua ordem frasal lembrar a portuguesa.

## Etimologia
Karìna auran, nome endônimo para a língua abordada, significa "língua dos galibi". A palavra Karìna, que representa galibi para eles, não tem nenhuma etimologia conhecida além do fato de representar a atual autodenominação desses povos. Em relação ao nome exônimo, galibi, é certo de que ele representa uma maneira generalizadora, usada pelos europeus, para se referir aos falantes de línguas caribes no litoral das Guianas. Desse modo, sabe-se que tal vocábulo significa caribe e tem seu primeiro uso datado de 1873.

## Influências
Devido ao contato com os invasores galibis, algumas outras línguas têm palavras incorporadas, apesar de serem línguas aruaques.
Uma “lengua generale” baseada no galibi foi usada nas antigas missões nas áreas do rio Oiapoque e regiões vizinhas, aparentemente sobrevivendo pelo menos ao longo do afluente Uaçá até o século XX.
No Suriname, existe uma área chamada Konomerume, localizada perto do rio Wajambo. Com cerca de 349 pessoas vivendo ali, a maioria identifica-se como etnicamente galibi e, para quem conhece o idioma, é relatado que os adultos têm pelo menos um conhecimento mínimo da língua. Pessoas com mais de 65 anos usam o idioma como idioma principal entre os membros da comunidade. Falantes entre 45 e 65 anos tendem a usar o idioma apenas quando falam com os mais velhos ou membros mais velhos de suas famílias, enquanto na maioria das vezes usam os idiomas oficiais: Neerlandês e Sranan Os adultos mais jovens, com idades entre 20 e 40 anos, entendem o idioma, mas não o falam, e as crianças aprendem um pouco sobre galibi na escola..
Há uma tentativa de reviver as tradições galibis, incluindo a língua, por alguns dos 500 pessoas descendentes galibis em Trinidade e Tobago .

## Distribuição
A língua galibi é falada na região litorânea norte da América do Sul, mais especificamente nas seguintes localidades: Venezuela, Suriname, Guiana Francesa, Guiana e Brasil. Segundo as estatísticas, a estimativa do número de indígenas do grupo étnico em questão pode chegar a 25,000, com uma estimativa de 6.430 falantes dessa língua no mundo, sendo que a maior parte deles se localiza na Venezuela, país no qual a língua em questão é falada nos estados de Bolívar, Monagas e Delta Amacuro. No Suriame, o galibi está presentes nos distritos de Coronie, Marowijne, Para, Saramacca e Sipaliwini, enquanto na Guiana Francesa sua ocorrência está ligada à costa noroeste e às margens dos rios Mana e Maroni. Por fim, na Guiana, há destaque para as regiões Barima-Waini e Pomeroon-Supenaam e, no Brasil, para às redondezas do rio Oiapoque, no Amapá.
No que tange à essa língua e sua presença nesses diferentes territórios, percebe-se que ela sofreu um processo de diáspora, representado pela sua chegada ao Brasil. Por causa de desentendimentos com parentes de uma aldeia da Guiana Francesa, um grupo de gabilis migrou para o Amapá. Sendo muito bem recebidos pelos funcionários do SPI (o extinto Serviço de Proteção aos Índios), em especial por Eurico Fernandes, o primeiro inspetor da localidade, eles decidiram se estabelecer nessas terras. Também tiveram o apoio do arqueólogo Expedito Arnaud e dos militares de Clevelândia do Norte, o que fez com que suas terras fossem homologadas e sua permanência no Brasil fosse definitiva, apesar da insistência das autoridades francesas. No nosso país, continuaram a falar as línguas nativas.
Vale destacar que o estabelecimento de agrupamentos galibis é delimitado pela presença de rios e florestas. Nas regiões previamente mencionadas, ele são encontrados em aldeias imersas na floresta e margeando os rios. 

### Dialetos e línguas relacionadas
A língua galibi possui quatro dialetos, indicados com o número de falantes em parênteses:
- galibi venezuelano (1000)
- galibi guianense (2000)
- galibi ocidental do Suriname (500)
- galibi Oriental do Suriname e Guiana Francesa (3000)

Nesse contexto, vale destacar que os quatro dialetos apresentados desenvolveram-se em regiões diferentes de forma mais independente, não sendo ligados por relações de pertencimento, o que explica a ausência de uma árvore filogenética. Cada dialeto recebeu palavras emprestadas de línguas nacionais: o venezuelano recebeu palavras do espanhol, o guianense recebeu palavras do inglês, o Ocidental do Suriname recebeu palavras holandesas e o Oriental do Suriname e Guiana Francesa recebeu palavras holandesas e francesas. Vale destacar que p Suriname possui dois dialetos de Galibi: Aretyry , falado nas partes oeste e central do país, e Tyrewuju , que é o que a maioria dos falantes de galibi no Suriname usa.

## História

### História da língua
A língua galibi faz parte da família linguística Karib, que, antigamente, possuía por volta de 36 línguas faladas na região da Floresta Amazônia. Dessas línguas, a maioria sobreviveu, dentre as quais se encontra a galibi. Com o passar do tempo e o crescimento da população, as aldeias foram se distanciando, o que favoreceu a criação de diferenciações linguísticas. Essas divergências, só aumentaram com a chegada dos europeus à América e a consequente colonização, fazendo com que a língua galibi, nas diferentes localidades, recebesse empréstimos de diferentes línguas, como já explicitado na seção anterior. Isso favoreceu a criação de variações na língua e também de dialetos. 
Mesmo com o processo de migração citado na seção anterior, os Galibi Kali'na, habitantes da região do rio Oiapoque, no Brasil, ainda continuam falando a língua galibi. No cenário atual de revalorização da língua, se intitulam, junto com outras aldeias, de "índios verdadeiros", por falarem uma língua verdadeiramente indígena, que é a língua galibi. Outras aldeias que falavam línguas caribes atualmente falam línguas diferenciadas devido à forte influência europeia, o que evidencia o caráter de resistência e resiliência dos falantes de galibi.
No que tange a especificidades das mudanças que ocorreram na língua, sabe-se que houve poucas mudanças morfológicas, mas há uma mudança fonética muito interessante: no século XVII, quando começaram a ser produzidos documentos sobre a língua, não havia a continuidade da pronúncia do /i/ até depois da consoante seguinte, algo muito comum hoje em dia.

### História da documentação
Os primeiros documentos que registraram informações da língua Gabili datam de meados do século XVII, com a vinda de missionários jesuítas no processo de colonização e com as tentativas de exploradores de conhecer e colonizar novos territórios da América do Sul. Um missionário chamado chamado Pelleprat escreveu, em seus registros do período no qual esteve na Venezuela, uma introdução à língua. No século XVIII, de la Salle de l'Estaing compilou os conhecimentos já registrados num dicionário, mas sem adicionar muitas informações novas. No século XIX, com o início dos estudos de linguagem comparativa, Adam fez uma comparação entre diferentes línguas caribes, mas, novamente, sem adicionar informações inéditas. No início do século XX, alguns avanços fora feitos, com a publicação atualizada de materiais prévios. Ainda na primeira metade do século, houve a publicação de uma grande enciclopédia, que abordava também questões antropológicas e etnográficas. Entretanto, a primeira descrição da língua galibi por um linguista profissional é a dissertação: A língua galibi, escrita por Hoff. Com o tempo, outros importantes trabalhos passaram a ser publicados. Entretanto, ainda há muito o que se pesquisar - a língua galibi necessita de mais análises e registros para ser melhor compreendida e documentada. 

### História do estudo
Atualmente, na maioria das escolas em territórios galibi, há o ensino de português, e muitas delas não apresentam lições em galibi. Isso faz com que muitas crianças, apesar de entenderem o idioma, não o falarem, ou o falarem em associação com as línguas nacionais. Além disso, quando os indígenas gabili vão viver em territórios urbanos, muitos acabam também não falando galibi, pois as escolas fora do território não ministram essa língua. As pessoas não indígenas que estudam a língua normalmente o fazem por pura vontade, pois não há incentivo para a sua aprendizagem fora do território indígena. 

## Fonologia
Na linguagem galibi, as sílabas podem ser representadas pela seguinte estrutura: (C) V (V) (C); sendo C consoante, V vogal e os parênteses símbolo de opcionalidade.

### Consoantes
Em relação aos fonemas, sabe-se que há consoantes obstruentes (oclusivas surdas - p, t, k) e também ressonantes (oclusivas sonoras - b, d, g,s). Sobre alguns fenômenos relativos ao inventário consonantal fonético galibi, vale destacar que / n / antes de um consoante pode ser pronunciado como [ŋ] e também [ɲ] em outros lugares. Além disso, alofones para / r w t / incluem sons como [ɽ β, v tʃ] e / s / antes / i / pode ser pronunciado como [ʃ]. Outro som, variando [h ~ x], geralmente ocorre antes de um consoante sonora ou surda; sucedendo uma vogal, também pode ser um alofone de / ʔ /. Abaixo, há a tabela dos fonemas consonantais para melhor compreensão:
|             |             | Bilabial | Dental | Alveolar | Palatal | Velar |
| ----------- | ----------- | -------- | ------ | -------- | ------- | ----- |
| Plosiva     | surda       | p        | t      |          |         | k     |
| Plosiva     | sonora      | b        | d      |          |         | g     |
| Fricativa   | Fricativa   |          |        | s        |         |       |
| Nasal       | Nasal       | m        | n      |          |         |       |
| Vibrante    | Vibrante    |          |        | ɾ        |         |       |
| Aproximante | Aproximante | w        |        |          | j       |       |

### Vogais
Galibi tem um sistema de 6 vogais depois de * ô fundido com * o, sendo "a e i u u". Em comparação com o galibi antigo, hoje em dia galibi substituiu o "e" em muitas palavras por "o". Além disso, no que diz respeito aos encontros vocálicos, é conhecida a existência de ditongos. Nesse quesito, vale destacar que apenas /i/ e /u/ podem ser a segunda vocal de um ditongo, sendo que o /u/ só pode vir depois do /a/ e que o /i/ pode vir depois de qualquer uma das outras vogais. Além disso, é importante dizer que as sílabas que contém um ditongo são classificadas como fortes.  Segue, abaixo, a tabela.
|         | Anterior | Central | Posterior |
| ------- | -------- | ------- | --------- |
| Fechada | i        | ɨ       | u         |
| Medial  | e        |         | o         |
| Aberta  |          | a       |           |

### Tons
Como a variação da proeminência na sílabas é independente e não está relacionada aos tons, os tonemas não serão objetos de discussão nesse artigo.

## Ortografia
O sistema de escrita mais usado atualmente na língua galibi é o alfabeto latino, introduzido pelos linguistas europeus que estudaram o idioma em questão e adaptado para atender a língua galibi. Dessa forma, o sistema é fonográfico (grafemas representam fonemas) e a direção da escrita é horizontal, partindo da esquerda para a direita.
| Grafema (símbolo) | Fonema | Exemplo de pronúncia desse som em português                            |
| ----------------- | ------ | ---------------------------------------------------------------------- |
| i                 | /i/    | ilha                                                                   |
| y                 | /ɨ/    | Como não há correlato em português, segue um em inglês: voy            |
| u                 | /u/    | suco                                                                   |
| e                 | /e/    | cesta                                                                  |
| a                 | /a/    | pá                                                                     |
| o                 | /o/    | pó                                                                     |
| p                 | /p/    | pato                                                                   |
| t                 | /t/    | taça                                                                   |
| k                 | /k/    | quero                                                                  |
| `                 | /Q/    | Não há correlato em português ou em nenhuma língua conhecida no Brasil |
| s                 | /s/    | salto                                                                  |
| m                 | /m/    | mão                                                                    |
| n                 | /n/    | não                                                                    |
| m(_/p/) n         | /N/    | Não há correlato em português ou em nenhuma língua conhecida no Brasil |
| r                 | /r/    | touro                                                                  |
| w                 | /w/    | pão                                                                    |
| j                 | /j/    | cai                                                                    |

Devido à presença dos quatro dialetos e à história da língua, não há um sistema de diacríticos estabelecidos e aceitos universalmente. O acento que é consenso é o que representa o fonema /Q/, o qual já consta na tabela. 

## Gramática
É interessante mencionar que existem 17 partículas para as palavras galibi, tais como o prefixo ky- e o sufixo -ng .

### Pronomes Pessoais
No que tange á gramática, que é muito ampla, é necessário dar destaque a alguns aspectos. Primeiramente, aos pronomes pessoais. Pronomes são uma parte do discurso que representam entidades envolvidas numa interlocução. Segue a tabela dos pronomes pessoais em primeira e segunda pessoas.
| Pessoa do discurso | Número   | Escrita em galibi | Correlato no português |
| ------------------ | -------- | ----------------- | ---------------------- |
| primeira           | singular | awu               | eu                     |
| segunda            | singular | amoro             | você                   |
| segunda            | plural   | amyjaron          | vocês                  |
| primeira e segunda | singular | kỳko              | nós                    |
| primeira e segunda | plural   | kỳkaron           | nós                    |

Há um pronome animado em terceira e primeira pessoa que é classificado como pessoal: ele só possui forma no plural, que é escrita como nána e simboliza "nós, excluindo você". 

### Pronomes Demonstrativos
Além dos pronomes pessoais, existem os pronomes demonstrativos, que também possuem suas próprias divisões. Segue a tabela dos pronomes demonstrativos animados em terceira pessoa.
| Classificações | Número   | Escrita em galibi | Correlato no português |
| -------------- | -------- | ----------------- | ---------------------- |
| proximal       | singular | mose              | este                   |
| proximal       | plural   | mòsaron           | estes                  |
| medial         | singular | mòko              | esse                   |
| medial         | plural   | mòkaron           | esses                  |
| distal         | singular | mòky              | aquele                 |
| distal         | plural   | mòkan             | aqueles                |
| anafórico      | singular | inoro             | este                   |
| anafórico      | plural   | inaron            | estes                  |

Abaixo, encontra-se a tabela dos pronomes demonstrativos inanimados em terceira pessoa.
| Classificação       | Número   | Escrita em galibi | Correlato no português |
| ------------------- | -------- | ----------------- | ---------------------- |
| visível, proximal   | singular | ero               | este                   |
| visível, proximal   | plural   | erokon            | estes                  |
| visível, distal     | singular | moro              | esse                   |
| visível, distal     | plural   | morokon           | esses                  |
| invisível, proximal | singular | eny               | este                   |
| invisível proximal  | plural   | enykon            | estes                  |
| invisível, distal   | singular | mony              | esse                   |
| invisível, distal   | plural   | monykon           | esses                  |
| anafórico           | singular | iro               | este                   |
| anafórico           | plural   | irokon            | estes                  |

### Numerais
Um numeral indica uma quantidade ou um número. Os numerais são divididos em ordinais, cardinais e indefinidos.
Os cardinais têm uma forma adverbial e adnominal, sendo que, conforme os numerais começam a lembrar frases, é preferível se referir a eles pela forma adverbial. Uma tabela com exemplos de números cardinais já consta na seção do vocabulário. Vale destacar que o sistema numérico dele se baseia nos dedos das mãos e dos pés para formar os nomes dos números.
Os ordinais são formados com a adição de um sufixo de posse à forma adnominal de um numeral cardinal. É importante mencionar que as formas adnominais sempre começam com vogal, enquanto todas as formas possessivas começam com j. Segue tabela com exemplos de numerais ordinais.
| Algarismo | Forma adnominal    | Forma possessiva        |
| --------- | ------------------ | ----------------------- |
| 2         | okono              | jokonory                |
| 3         | oruwano            | joruwanory              |
| 10        | ainapatorono       | jainapatoronory         |
| 60        | oruwa-karìna       | joruwa-karìnanory       |
| 100       | ainatone-karìna    | jainatone-karìnanory    |
| 160       | oruwa-tòima-karìna | joruwa-tòima-karìnanory |
| 200       | ainapatoro-karìna  | jainapatoro-karìnanory  |
| 300       | atonèpu-karìna     | jatonèpu-karìnanory     |

Sobre os numerais indefinidos, é essencial falar que há quatro deles: amu ou amy 'um' (com plural amukon 'alguns'), pyime 'muitos' (com forma adnominal pyiman ou pyimano), moky 'muitíssimos' e pàporo 'todos', sendo que os dois últimos são sempre usados com função adverbial.
Além disso, é válido abordar o numeral òtoro 'número desconhecido', que é usado quando o número exato não é mencionado.

### Classes Nominais
As classes nominais da língua galibi podem ser divididas em: pronomes, substantivos, adjetivos e numerais. Os pronomes e os numerais já foram detalhados nas subseções anteriores.
Os substantivos são usados para designar "coisas" e têm amplo uso. No que tange à posse e flexão do nome no plural, a língua galibi tem formas inflexíveis; para indicar o possessor de lago, adiciona-se um prefixo pronominal. Além disso, há um grupo de substantivos adjetivantes que podem ser usados para modificar nomes sem sofrerem flexão. Vale mencionar que os nomes noky e oty são usados no lugar de um substantivo(que nomeia pessoa ou lugar) que o emissor decidiu não mencionar.
Os adjetivos servem para caracterizar e qualificar entidades. Na língua galibi, eles possuem duas formas: a adverbial e a adnominal. A primeira necessita da presença de um verbo e pode receber o sufixo plural -ine. Já a segunda é independente e necessita da adição do sufixo -no para ser construída.

### Conjugação verbal (tempo, modo, aspecto e evidencialidade)
Os verbos são uma parte do discurso com a função de representar um processo, uma ação.
No que tange à evidencialidade, os verbos do presente e do futuro podem ser classificados em formas evidentes e duvidosas. As evidentes simbolizam a certeza do falante de que a veracidade do que está falando é evidente. As duvidosas simbolizam o sentimento do falante de que não há provas suficientes para atestar a veracidade do próprio discurso. Esta forma é usada na formulação de perguntas. Em relação aos aspectos, a língua galibi os indica por meio da adição de sufixos de aspecto. Eles são os seguintes: tamy (ir, começar), poty (repetir), ma (completar, terminar) e kepy (parar). Para variar o tempo e o modo, são usados sufixos temporais - existem 10 no total. Segue a tabela com esses sufixos.
| Sufixo no singular | Sufixo no plural | Temporalidade     | Exemplo do sufixo singular adicionado ao verbo ene | Tradução em português                                |
| ------------------ | ---------------- | ----------------- | -------------------------------------------------- | ---------------------------------------------------- |
| ja                 | jaton            | presente          | seneja                                             | eu vejo                                              |
| jakon              | jatokon          | passado           | senejakon                                          | eu vi                                                |
| take               | tàton            | futuro            | senetake                                           | eu vou ver                                           |
| jaine              | jatoine          | presente habitual | senejaine                                          | eu normalmente vejo                                  |
| to                 | toine            | passado habitual  | seneto                                             | eu costumava ver                                     |
| i                  | ton              | próximo           | senei                                              | eu vi (a pouco tempo atrás) deixe-me ver agora       |
| n                  | sen              | longe             | senen                                              | eu vi a muito tempo atrás deixe me ver daqui a pouco |
| `se                | tòse             | desejando         | senèse                                             | eu quero ver                                         |
| ry                 | tory             | presente irreal   | senery                                             | eu veria                                             |
| ryine              | toryine          | passado irreal    | seneryine                                          | eu teria visto                                       |
| ko                 | toko             | imperativo        | eneko                                              | veja                                                 |

### Ordem da frase e alinhamento
No que tange à ordem da frase e ao alinhamento, é importante destacar que o galibi possui 5 unidades de palavra (número máximo de palavras juntas para conter um único sentido): nominais, verbais, adjetivas, interjectivas e de partículas. Dentro dessas unidades, pode haver uma ordem própria. Nas nominais, as palavras são ordenadas na ordem decrescente de importância para o sentido daquela unidade, com exceção do numeral amu. As unidades de palavras verbais são compostas de apenas uma palavra, então não há necessidade de discutir sua ordem. As unidades adjetivas e as interjectivas seguem uma lógica parecida com as nominais no que diz respeito à ordem. Em relação à ordem geração da frase, ela segue a lógica do português: sujeito, verbo e complementos, com algumas especificidades: quando uma unidade adjetiva modifica uma unidade nominal que contenha um pronome ou um numeral, além do substantivo, essa unidade adjetiva vai ficar no meio. Além disso, as de partículas sempre vêm depois de alguma outra; elas podem vir em dois lugares: depois de uma unidade específica para modificar seu sentido, ou depois da primeira, quando não se tem algo específico para associar. Por último, no que tange a alinhamento, ele é classificado como ativo-estativo, que se caracteriza por classificar os pronomes ligados ao verbo de acordo com o seu papel na ação semanticamente; se o pronome representa uma pessoa que controlou a ação ou foi afetada por ela. Dessa forma, na língua galibi, os sujeitos dos verbos transitivos são associados aos agentes dos verbos intransitivos e representam a parte ativa. Já os sujeitos dos verbos intransitivos os quais indicam eventos ou estados são associados aos objetos diretos e correspondem à parte estativa.

## Vocabulário
No que tange ao vocabulário, é interessante o estudo e a análise dos diferentes vocábulos que compõem a língua, em especial num cenário contextualizado e aplicável a várias situações.
Nesso contexto, na tabela abaixo, há o registro de expressões do dia a dia na língua galibi e sua respectiva tradução para o português
| Português           | Galibi moderno |
| "dois"              | oko            |
| "pedra"             | topu           |
| "eu"                | I              |
| "quantos"           | o'toro         |
| "mulher"            | woryi          |
| "pessoa"            | / itoto /      |
| OK, está tudo certo | Ahlbr. aha     |
| lavar as mãos       | ainakùmity     |

Algumas das palavras mostram instâncias em que o e foi substituído por o ' na atual galibi. As duas declarações abaixo das palavras singulares mostram exemplos de duas sufixos.
Outro aspecto importante do vocabulário são os numerais, que são usados para representar um número ou uma quantidade. Eles tem uma forma adverbial e adnominal, sendo que, conforme os numerais começam a lembrar frases, é preferível se referir a eles pela forma adverbial, como já mencionado anteriormente.
| Forma adverbial    | Algarismo | Forma adnominal      |
| ------------------ | --------- | -------------------- |
| òwin               | 1         | òwino                |
| oko                | 2         | okono                |
| oruwa              | 3         | oruwano              |
| okupàen            | 4         | okupàeno             |
| ainatone           | 5         | ainatoneno           |
| òwin-tòima         | 6         | òwin-tòimano         |
| oko-tòima          | 7         | oko-tòimano          |
| oruwa-tòima        | 8         | oruwa-tòimano        |
| okupàen-tòima      | 9         | okupàen-tòimano      |
| ainapatoro         | 10        | ainapatorono         |
| atonèpu            | 15        | atonèpuno            |
| òwin-karìna        | 20        | òwin-karìnano        |
| oruwa-karìna       | 60        | oruwa-karìnano       |
| ainatone-karìna    | 100       | ainatone-karìnano    |
| oko-tòima-karìna   | 140       | oko-tòima-karìnano   |
| oruwa-tòima-karìna | 160       | oruwa-tòima-karìnano |
| ainapatoro-karìna  | 200       | ainapatoro-karìnano  |
| atonèpu-karìna     | 300       | atonèpu-karìnano     |